# Gew71
モーゼルM1871（独: Mauser Modell 1871）またはGew71（独: Gewehr71）は、プロイセン王国のパウル・モーゼルとヴィルヘルム・モーゼルの兄弟によって開発され、1871年にドイツ帝国に採用されたモーゼル式ボルトアクションライフルの元祖である。

## 概要
1870年から71年の間、数多くの様々なライフルによるトライアルが行われ、モーゼルの主要な競争機種はバイエルンの「ヴェルダーM1869小銃」であった。モーゼルは1871年の終わりに仮採用され、適切な安全装置が追加開発されることとなった。本銃はバイエルンを除いたドイツ諸邦によって採用された。作動機構は普仏戦争の間に主力小銃となっていたドライゼ銃に基づいていない新式の設計であった。
現在、高く評価されているモーゼルの翼型セーフティーレバーは、Gewehr71のために初めて開発された。Gewehr71は口径11mmの黒色火薬の金属薬莢弾薬を使用する伝統的な外観のボルトアクション小銃で、当初は単発式であった。ボルトの先端部分は本体部分とは別の部品で、側面には閉鎖用の突起（ロッキングラグ）が1個設けられており、後世の「マウザー・ロック」とは異なる構造だった。
最初のモデルは上述のように弾倉を持たない単発式だったが、1884年にアルフレート・フォン・クロパチェクによって設計された8発入り管状弾倉を取り入れられて改良された。この改良されたモデルはGewehr71/84（Gew71/84）と名づけられた。筒状弾倉は先台の中に収められ、銃身とは平行に配置されていた。ボルトを操作して後退させると給弾トレイが連動して、弾倉の中で前方から後方へ送られてきた弾薬1発を持ち上げ、ボルトを前進させると弾薬が薬室へ押し込まれる。銃の機関部（レシーバー）後方の左上に切り換えレバーが設けられ、レバーを後方に引いておくと連発、前方へ押しておくと給弾トレイが上昇のまま固定されて単発となった。手入れ用の洗い矢（クリーニングロッド）は装備されず、弾倉の先端に見える棒は叉銃に用いる固定式のもの（スタッキングロッド）である。射手には携帯用の清掃具セットが支給された。1888年にはModell 1888小銃(Gewehr88と名づけられた)に置き替えられた。
第二次世界大戦末期には兵器不足から、兵器庫に保管されていたGew71も引っ張り出され、国民突撃隊に支給された。